# Jumbo (Ohio)
Jumbo est un secteur non constitué en municipalité dans le comté de Hardin, dans l'État des États-Unis de l'Ohio.

## Histoire
Jumbo a été fondé en 1881 quand Walter Blansfield a ouvert un magasin. Un bureau de poste a été créé à Jumbo en 1883, et est resté en service jusqu'en 1901.